# لور (سیاهکل)
لور روستایی کُردنشین در منطقه دیلمان از توابع شهرستان سیاهکل استان گیلان و ایران واقع شده‌است.

## جمعیت
این روستا در دهستان دیلمان قرار دارد و براساس سرشماری مرکز آمار ایران در سال ۱۳۸۵، جمعیت آن ۵۴۶ نفر (۱۶۶ خانوار) بوده‌است. مردم این روستا به زبان کُردی صحبت می کنند.